# Llissá de Munt
Llissá de Munt (en catalán y oficialmente Lliçà d'Amunt) es un municipio de Cataluña, España, perteneciente a la provincia de Barcelona, en la comarca del Vallés Oriental.
Se encuentra a 5 kilómetros de la capital comarcal: Granollers.

## Origen del nombre

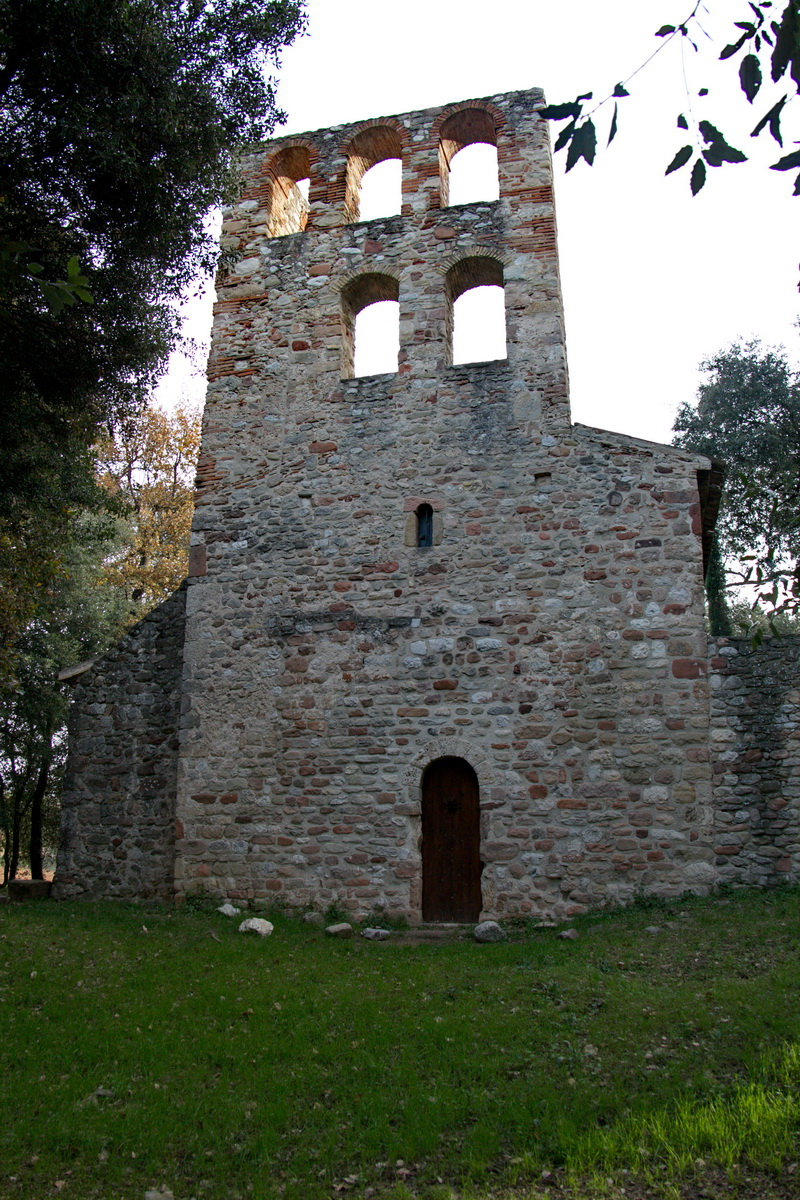
Fachada principal de la ermita de Santa Justa

Parece ser que el nombre del pueblo de Llissá de Munt derivaría del nombre romano Licius. En 989 aparece citado como Liciano. En 1174, como Liziano Superiori. En 1359, como Sant Julià de Llissà Sobirà.
Llissá de Munt fue escrito antiguamente como Llissa Sobira, mientras que Llissá de Vall fue Liçano Subteriore y Liçà Jusà.
La distinción se efectúa entre el pueblo de aguas arriba del río y el de aguas abajo, no entre un pueblo situado sobre un montículo y otro situado en el valle.

## Lugares de interés
- Estatua de Anselmo Clavé
- Iglesia de San Julián
- Iglesia de San Esteban de Palaudàries
- Ermita de San Valeriano
- Ermita de Santa Justa y Rufina
- Ermita de San Baudilio

## Demografía
Llissá de Munt cuenta con una población de 16 253 habitantes (INE 2024).
| Gráfica de evolución demográfica de Llissá de Munt entre 1857 y 2021 |
| |
| Población de derecho según los censos de población del INE. Población de hecho según los censos de población del INE.En estos censos se denominaba Llissa de Munt: 1860, 1877, 1887, 1897, 1900, 1910, 1920, 1930, 1940, 1950, 1960, 1970 y 1981. Entre el censo de 1857 y el anterior, aparece este municipio porque se segrega del municipio Baronía de Montbuy. |

### Evolución demográfica
Evolución demográfica entre 1991 y 2005:
| 5417                      | 7668 | 8530 | 8995 | 9595 | 10 209 | 10 821 | 11 435 | 12 009 | 12 439 |
| (Fuente: INE [Consultar]) |      |      |      |      |        |        |        |        |        |